# Fitzgerald Kusz

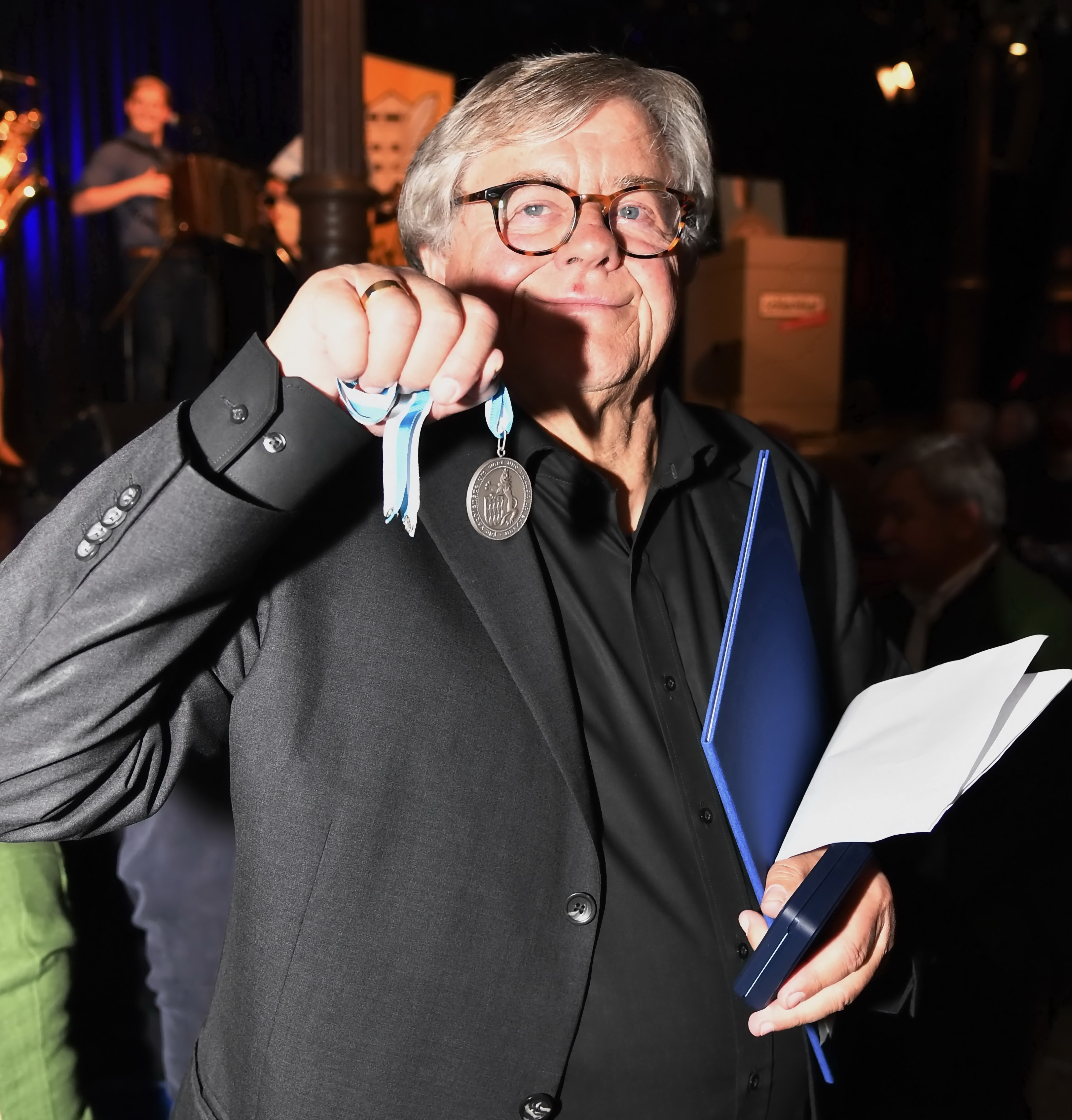
Fitzgerald Kusz, Bayerischer Poetentaler 2017

Rüdiger „Fitzgerald“ Kusz (* 17. November 1944 in Nürnberg) ist ein deutscher Schriftsteller.

## Leben
Kusz wuchs in Forth bei Nürnberg auf, schrieb am Melanchthon-Gymnasium Nürnberg Abitur und studierte in Erlangen Germanistik und Anglistik. Kusz erhielt als Student seinen Spitznamen Fitzgerald in Anlehnung an den zweiten Vornamen des damaligen US-Präsidenten John F. Kennedy, mit dem Kusz als junger Mann große Ähnlichkeit hatte. Nach einem Jahr als Assistenzlehrer in Nuneaton, Warwickshire, England, arbeitete er zunächst zehn Jahre lang als Lehrer an der Peter-Vischer-Schule in Nürnberg. Er lebt seit 1982 als freischaffender Schriftsteller in Nürnberg. Kusz ist verheiratet und hat drei Kinder. Er ist Mitglied im VS, bei den Münchner Turmschreibern und in der Deutschen Akademie der Darstellenden Künste. Er war zudem Mitglied im PEN-Zentrum Deutschland und ist Mitgründer des PEN Berlin.

## Werk
Fitzgerald Kusz’ größter Erfolg gelang ihm mit seinem in ostfränkischer Mundart geschriebenen Theaterstück Schweig, Bub!, das am 6. Oktober 1976 am Staatstheater Nürnberg uraufgeführt wurde und insgesamt 720-mal gespielt wurde.
Von dem Stück existieren auch Hörspielfassungen und zahlreiche Übertragungen in andere deutsche Dialekte, z. B. Berlinerisch, Hessisch, Schwäbisch und Niederdeutsch. Es zählt zu den beliebtesten deutschen Mundartstücken. Zahlreiche weitere Stücke von Kusz wurden beim Bayerischen Rundfunk als Hörspiele produziert.
Außer für mehrere erfolgreiche Theaterstücke ist Fitzgerald Kusz vor allem bekannt für seine mittelfränkischen Mundartgedichte, die er teilweise in der Form von Haikus verfasst.
Einige seiner Texte wurden von Heinrich Hartl vertont.
Vor allem in den 1980er Jahren und den frühen 1990er Jahren war er auch als Drehbuchautor für das Fernsehen tätig, so für Marianne und Sophie aus dem Jahr 1983.

## Auszeichnungen
- 1974 Förderungspreis der Stadt Nürnberg
- 1983 Wolfram-von-Eschenbach-Preis
- 1988 Preis der Stadt Nürnberg
- 1992 Bundesverdienstkreuz am Bande (1. September 1992)[4]
- 1998 Friedrich-Baur-Preis
- 2011 August Graf von Platen Literaturpreis Ansbach[5]
- 2017 Bayerischer Dialektpreis[6]
- 2017 Bayerischer Poetentaler
- 2024 Bayerischer Verdienstorden[7]

## Theaterstücke
- Schweig, Bub! (1976)
- Derhamm is derhamm (1980)
- Sooch halt wos (1982)
- Saupreißn (1983)
- Burning Love (1984)
- Letzter Wille (1997)
- Lametta (2010)
- Mama (2017)[8]

## Bücher
- Beherzigungen (1968, Gedichte)
- Schweig, Bub (1976)
- Wennsdn sixd dann saxdersn – der gesammelten gedichte erster teil (1981)
- Mä machd hald su weidä – der gesammelten gedichte zweiter teil (1982)
- Seid mei uhr nachm mond gäihd – der gesammelten gedichte dritter teil (1984)
- Derzähl mer nix (1985, Geschichten)
- Stücke aus dem halben Leben. Verlag der Autoren, Frankfurt am Main 1987, ISBN 978-3-88661-081-5
- Irrhain (1987, Gedichte)
- Bräisälä (1990, Gedichte und Haikus)
- Let it be. Drei Stücke von der Liebe. Verlag der Autoren, Frankfurt am Main 1994, ISBN 978-3-88661-154-6
- Schdernla (1996, Gedichte)
- Schweig, Bub! / Letzter Wille. Verlag der Autoren, Frankfurt am Main 1997, ISBN 978-3-88661-186-7
- Der fränkische Jedermann (2001)
- Wouhii (2002)
- Du horch (2004)
- Witwendramen / Mein Lebtag. Verlag der Autoren, Frankfurt am Main 2004, ISBN 978-3-88661-266-6
- muggn (2007, Neue Gedichte und Haikus)
- Lametta. Verlag der Autoren, Frankfurt am Main 2010.
- Zwedschgä. ars vivendi verlag, Cadolzburg 2012.
- Guuder Moond. Haikus. ars vivendi verlag, Cadolzburg 2015, ISBN 978-3-86913-588-5.
- Nämberch-Blues. Gedichte. ars vivendi verlag, Cadolzburg 2017, ISBN 978-3-86913-878-7.
- Sunnablumma. Gedichte. ars vivendi verlag, Cadolzburg 2021, ISBN 978-3-7472-0308-8
- Mehr vom halben Leben. Verlag der Autoren, Frankfurt am Main 2024, ISBN 978-3-88661-424-0

## Hörspiele
- 1977: Schweig, Bub!. Mit Johannes Bösiger (Fritz), Barbara Thummet (Gretl), Carl Hüls (Hans), Hanswalter Gossmann (Onkel Willi), Sofie Keeser (Tante Anna), Ute Kilian (Gerda), Horst Roth (Manfred), Gabriele Kastner (Hannelore). Regie: Herbert Lehnert. Produktion: BR.
- 1983: Die schönen Seiten des Lebens. Mit Jochen Mix. Regie: Andreas Weber-Schäfer. Produktion: HR.
- 1985: Burning Love. Mit Max Krückl, Christine Neubauer. Regie: Götz Naleppa. Produktion: RIAS/BR.
- 1992: Ärrberrt. Mit Sofie Keeser. Komposition: Chris Beier. Musiker: Karsten Nagel, (Fagott); Norbert Nagel, (Klarinette). Regie: Herbert Lehnert. Produktion: BR/RIAS.
- 1992: Schdille bisde – Regie: Peter Groeger (Mundarthörspiel – MDR)
- 1996: Der Alleinunterhalter. Mit Herbert Lehnert (Wüstenschorsch). Regie: Michael Peter. Produktion: BR.

## LPs/MCs
- I mechd ned wissn …. Drei Nürnberger Dichter lesen aus eigenen Werken: Klaus Schamberger, Günter Stössel und Fitzgerald Kusz. Stuttgart: Intercord, 1980, 1 Schallplatte: 33 UpM, Stereo

## CDs
- Allmächd (1996). Fitzgerald Kusz, Chris Beier
- Flaiß Fluß (1998). Fitzgerald Kusz, Klaus Brandl
- Krouhä (2009). Fitzgerald Kusz, Klaus Brandl, Chris Schmitt